# Желю Желев
Же́лю Мітев Же́лев (болг. Желю Митев Желев; 3 березня 1935, Веселиново, Болгарське царство — 30 січня 2015, Софія) — болгарський філософ і політик, перший обраний демократичним шляхом Президент Республіки Болгарії.
Президент Болгарії з 1990 до 1997 року (обіймав посаду впродовж двох термінів: 1990—1992, 1992—1997).

## Біографія
Народився 3 березня 1935 року в селі Веселиново (Шуменська область). У нього є три брати: Йордан, Христо і Стоян.
Здобув середню освіту у 2-й чоловічій гімназії в Шумені, 1958 року закінчив Софійський університет за фахом «філософія».
Розпочав трудову діяльність секретарем комітету громади ДКМС в рідному селі, де 1960 року був прийнятий до лав БКП.
У 1961-1964 роках навчався в аспірантурі філософського факультету на кафедрі діалектичного та історичного матеріалізму Софійського університету імені Климента Охридського. 1974 року захистив кандидатську, а 1988 року — докторську дисертації.
1975 року прийнятий на роботу в Інститут культури. У 1977–1982 роках — завідувач секції культури й особистості в Інституті.
1967 року завершив працю над книгою «Фашизм», яку було видано тільки за 15 років (1982) видавництвом «Народна младеж» накладом у 10 тисяч примірників. За три тижні книгу було заборонено й вилучено з книжкових крамниць через схожість між фашистською диктатурою та соціалістичним устроєм. Однак 6 тисяч примірників все ж було продано.
Доктор філософських наук (праці в галузі онтології).

## Родина
Желю Желев одружений з Марією Желевою. У шлюбі народились дві дочки — Йорданка та Станка.
Молодша дочка — Йорданка Желева — 1993 року скоїла самогубство. 
Старша дочка — Станка Желева — з 1993 року проживає у Парижі, де займається, в основному, живописом. 2006 року одружилася з колумбійцем Адріаном Велу.

## Нагороди
- Орден «Стара Планина» першого ступеня, Болгарія.